# Pügmalión

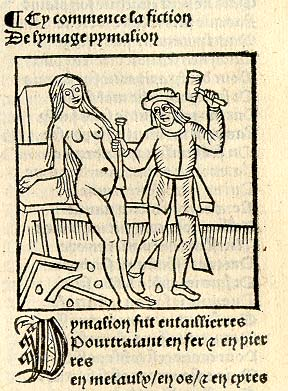
Pigmalion egy kb. 1505-ből származó fametszeten

Pügmalión (görögül Πυγμαλίων, latinosan Pygmalion) egy mítikus karakter, aki első említése Ovidius Átváltozások című Kr. u. 8-ban írt művében lelhető fel. A név feltehetően a föníciai Pumayyaton  király nevének görög változatán alapszik. Ovidius költeményében Pygmalion, a ciprusi szobrász   beleszeret az általa készített elefántcsont szoborba, és Vénusz (görög: Aphrodité) istennő ünnepén azt kéri az istennőtől, hogy keltse életre szerelmét, amit az istennő teljesít is.

## Kulturális vonatkozásai
A történet alapmotívuma, a "megelevenedő mestermű" az évezredek során számos műalkotásban visszaköszön. 
Az egyik legismertebb George Bernard Shaw Pygmalion című drámája, illetve ennek filmfeldolgozásai: a Pygmalion (Anthony Asquith és Leslie Howard filmje, 1938), illetve a My Fair Lady (George Cukor filmje, 1964).
A szobrot több íművész Galateia nimfával azonosítja.

## Pszichológiai vonatkozásai
Az  Pygmalion-effektus az önbeteljesítő jóslat egyik változata amikor pozitív elvárások révén az alany önmagát meghaladva válik valaki sikeressé.   Robert Rosenthal és Lenore Jacobson pszichológusok "Pygmalion a tanteremben" című 1968-as könyve révén vált fogalommá a szociálpszichológiában.

## További irodalom
- Essaka Joshua. (2001). Pygmalion and Galatea: The History of a Narrative in English Literature. Ashgate. (angolul)
- Kenneth Gross. (1992). The Dream of the Moving Statue. Cornell University Press. (A wide-ranging survey of 'living statues' in literature and the arts). (angolul)
- Jack Burnham. Beyond Modern Sculpture (1982). Allan Lane. (A history of 'living statues' and the fascination with automata - see the introductory chapter: "Sculpture and Automata"). (angolul)
- Ernst Buschor. Vom Sinn der griechischen Standbilder (1942). (Clear discussion of attitudes to sculptural images in classical times). (angolul)
- John J. Ciofalo. "The Art of Sex and Violence - The Sex and Violence of Art." The Self-Portraits of Francisco Goya. Cambridge University Press, 2001. (angolul)
- John J. Ciofalo. "Unveiling Goya's Rape of Galatea." Art History (December 1995), pp. 477–98. (angolul)
- Gail Marshall. (1998). Actresses on the Victorian Stage: Feminine Performance and the Galatea Myth. Cambridge University Press. (angolul)
- Alexandra K. Wettlaufer.  (2001). Pen Vs. Paintbrush: Girodet, Balzac, and the Myth of Pygmalion in Post-Revolutionary France. Palgrave Macmillan. (angolul)
- Danahay, Martin A. (1994) "Mirrors of Masculine Desire: Narcissus and Pygmalion in Victorian Representation". Victorian Poetry, No. 32, 1994: pages 35–53. (angolul)
- Edward A. Shanken. (2005) “Hot 2 Bot:  Pygmalion’s Lust, the Maharal’s Fear, and the Cyborg Future of Art,” Technoetic Arts 3:1: 43-55. (angolul)
- (2005). Almost Human: Puppets, Dolls and Robots in Contemporary Art, Hunterdon Museum of Art, Clinton, NJ. (Catalogue for a group exhibition Mar 20 - Jun 12 2005) (angolul)
- Mathias Mayer (szerk.): Pygmalion: die Geschichte des Mythos in der abendländischen Kultur, Rombach, Freiburg im Breisgau 1997, ISBN 3-7930-9141-4 (németül)
- Andreas Blühm: Pygmalion. Die Ikonographie eines Künstlermythos zwischen 1500 und 1900, Lang, Frankfurt am Main u.a. 1988, Reihe: Europäische Hochschulschriften, Reihe 28: Kunstgeschichte, Band 90, ISBN 3-631-40797-1; zugl. Berlin, Freie Univ., Diss., 1987  (németül)
- Annegret Dinter: Der Pygmalion-Stoff in der europäischen Literatur. Rezeption einer Ovid-Fabel., Studien zum Fortwirken der Antike; Bd. 11, Winter, Heidelberg 1979, ISBN 3-533-02775-9; Zugl.: Bonn, Univ., Philos. Fak., Diss., 1977 (németül)
- Birgitt Werner: Das pygmalion-Motiv in der Aufklärung (PDF), In: Wolf-Dieter (szerk.): Bildung und Gesellschaft im Wandel, Oldenburg 1999, Festschrift  (németül)